# Under Night In-Birth
Under Night In-Birth (アンダーナイトインヴァース Andā naito invāsu?) es un videojuego de lucha en 2D codesarrollado por French Bread y Ecole Software, y publicado por Sega para máquinas arcade en Japón el 20 de septiembre de 2012.
Una versión actualizada del juego llamada Under Night In-Birth Exe:Late fue lanzada el 9 de septiembre de 2013 en Japón. A través de un artículo en la revista Famitsu, se reveló que Arc System Works adaptaría y lanzaría una versión para PlayStation 3 el 24 de julio de 2014 en territorio japonés. Posteriormente, se anunció que el juego llegaría a Norteamérica y Europa durante el año 2015. La desarrolladora Aksys Games fue la encargada de distribuir el juego en América el 24 de julio de 2015; mientras que NIS America hizo lo propio en Europa el 27 de febrero de 2015. Mientras que el 12 de julio de 2016 fue publicada una versión en Steam para computadoras.
Una nueva actualización titulada Under Night In-Birth Exe:Late[st] fue lanzada el 15 de mayo de 2015 para arcades. Durante la Anime Expo de 2017 se confirmó que Under Night In-Birth Exe:Late[st] llegaría a las consolas PlayStation 3, PlayStation 4 y PlayStation Vita. El lanzamiento en estas plataformas se produjo el 20 de julio de 2017 en Japón y el 9 de febrero de 2018 en Norteamérica y Europa. Una versión para Microsoft Windows fue lanzada el 20 de agosto de 2018.
Una tercera actualización llamada Under Night In-Birth Exe:Late[cl-r] fue lanzada internacionalmente en febrero de 2020 en las consolas PlayStation 4 y Nintendo Switch. Esta nueva versión del juego incluye un nuevo personaje y más de mil cambios entre el balance del juego y el agregado de nuevos movimientos.
El 17 de julio de 2017, durante el evento Evolution Championship Series (EVO), fue anunciado un nuevo juego de lucha titulado BlazBlue: Cross Tag Battle, que incluiría a personajes de Under Night In-Birth, con fecha de lanzamiento para el año 2018.
Una nueva secuela del juego fue anunciada en agosto de 2023 con el nombre Under Night In-Birth 2 [Sys:Celes], con una fecha de lanzamiento prevista para 2024 en PlayStation 4, PlayStation 5, Nintendo Switch y PC.

## Sinopsis
La historia de Under Night In-Birth transcurre en Japón, en algún momento del siglo XXI. Un extraño fenómeno llamado Hollow Night, que ocurre cada cierto tiempo, ha estado envolviendo distintas regiones del país. Cada área rodeada por la Hollow Night es invadida por unas criaturas llamadas Voids, seres que se alimentan de una energía conocida como Existence o EXS. Los humanos no pueden ver ni entrar en contacto con los Voids, a excepción de unas pocas personas que han sobrevivido a sus ataques y que pasan a ser conocidas como In-Birth. Estos sujetos adquieren la capacidad de controlar los poderes de la EXS y entran en un estado de limbo, donde no están ni vivos ni muertos. El protagonista, Hyde, un estudiante que sobrevivió a un ataque Void y se convirtió en un In-Birth, ahora debe investigar que misterios se esconden detrás de la Hollow Night, mientras es perseguido por miembros de distintas organizaciones.

## Jugabilidad
El sistema de combate consta de tres botones de ataque: golpe débil, medio y fuerte, y un cuarto botón que sirve para gestionar la barra EXS, que es la que permite desencadenar los ataques y combos más poderosos. Existe también una barra llamada GDR, que está en el centro de la pantalla y que va indicando el transcurso de la batalla en forma de doce bloques. Estos bloques se llenarán a favor al ser agresivos, atacar y golpear al rival y, en cambio, se perderán si se juega de manera conservadora, se retrocede o se recibe daño. Al cumplirse cierta cantidad de tiempo, el jugador que tenga la mayor cantidad de bloques recibe un incremento en el daño y la defensa, además de poder realizar movimientos especiales.

## Modos de juego
La versión Under Night In-Birth Exe:Late contenía las siguientes modalidades: el modo Arcade permite elegir a cualquiera de los personajes y disputar combates con él hasta llegar al acto final. Entre medio de estas peleas se irán desvelando conversaciones y partes argumentales. Cada personaje tiene su propio argumento que irá entrelazándose con los del resto, por lo que es necesario jugar con todos para conocer a fondo la historia. En el modo Versus pueden jugarse partidas contra la máquina o contra otro jugador de manera local. También se pueden disputar peleas en el multijugador en línea. Además, existen los modos "Score Attack" donde tenemos que conseguir la mayor puntuación posible, "Time Attack" que es exactamente igual al anterior pero luchando por conseguir el mejor tiempo, el "Survival Mode" en el que tendremos que combatir luchador por luchador hasta que nos logren vencer y un modo entrenamiento para practicar con todos los personajes. Además, cuenta con los modos "Training", lugar para entrenar con cada uno de los personajes, "Customize", donde se pueden comprar nuevos colores para los personajes con la experiencia que se gana, "Replay", para observar partidas grabadas y "Gallery", donde se pueden comprar distintos tipos de imágenes y videos.
En la versión Under Night In-Birth Exe:Late[st] se incluyeron nuevos modos de juego a los ya existentes en la versión anterior, los cuales fueron "Tutorial", "Mission" y "Chronicles". El modo Tutorial sirve para aprender las nociones del combate del juego, desde aspectos básicos como conocer la interfaz de juego a utilizar movimientos "Counter" o las condiciones para usar los ataques especiales, a través de un total de 179 lecciones que están divididas en cinco niveles (Novice, Beginner, Intermediate, Expert y Veteran). El modo Mission se compone de una serie de retos para completar secuencias de movimientos con éxito. La diferencia radica que estos desafíos se dividen, al igual que en el modo anterior, por niveles y la inclusión de un apartado especial llamado "Tactics Challenge", que ofrece algunas pautas para aprender a manejar con éxito y mejores resultados a los personajes del juego. Por último se encuentra el modo Chronicles, el cual viene a ser un modo historia que sirve de prólogo a los acontecimientos que se producen en el modo "Arcade". Este modo se asemeja a una novela visual y está compuesto por 22 historias, en donde a través de textos se describen los pormenores de las situaciones y los pensamientos de los personajes, protagonistas o secundarios, a través de varios capítulos. También están los modos "Customize" y "Gallery". Al completar los desafíos del tutorial y las misiones se obtienen puntos que se pueden gastar en la compra de diversos objetos en estas modalidades. En el modo Customize se pueden adquirir nuevos skins de colores para equipar, frases como lema, iconos de jugador y chapas, además de poder configurar a los personajes y la tarjeta de jugador para el modo en línea. En el modo Gallery, se podrá tener acceso a videos de las intro de cada una de las versiones del juego e ilustraciones que se vayan desbloqueando a través de los diferentes modos de juego, principalmente "Arcade" y "Chronicles". También se podrán gastar puntos para comprar ilustraciones especiales de estilo "Super Deformed", otras de eventos conmemorativos (cumpleaños de personajes y festividades) y por último de ilustradores invitados.

## Personajes
El juego cuenta con un total de 21 luchadores, incluyendo a todos aquellos que fueron añadidos en posteriores actualizaciones. A continuación se detalla la lista completa de personajes y la versión en la cual fueron incorporados.
| Under Night In-Birth                                                                                         | Under Night In-Birth Exe:Late         | Under Night In-Birth Exe:Late[st] | Under Night In-Birth Exe:Late[cl-r] |
| --- | ------------------------------------- | --------------------------------- | ----------------------------------- |
| - Carmine - Eltnum - Gordeau - Hilda - Hyde - Linne - Merkava - Orie - Seth - Vatista - Waldstein - Yuzuriha | - Akatsuki - Byakuya - Chaos - Nanase | - Enkidu - Mika - Phonon - Wagner | - Londrekia                         |

1. ↑  Personaje original de Melty Blood.
2. ↑  Personaje original de Akatsuki Blitzkampf.

## Desarrollo
El desarrollo del juego comenzó durante el año 2010. En una entrevista al sitio de videojuegos 4gamer.net, Nobuya Narita, productor de French-Bread, explicó como surgió el proyecto dentro del equipo de desarrollo, famosos por ser los creadores de los videojuegos Melty Blood. En French-Bread se tenía planeado originalmente trabajar en un nuevo título en HD de Melty Blood, pero este proyecto se terminaría estancando y sería abandonado. Los primeros prototipos de aquel trabajo eventualmente terminarían proporcionando las bases de lo que sería Under Night In-Birth. Narita enfatizó que querían diferenciarse de Melty Blood, por lo que la historia, los gráficos y el sistema de combate serían muy diferentes respecto a sus juegos anteriores. Además, aclaró que este sería su primer juego en alta definición y con el uso de sprites de gran resolución dibujados a mano.
Luego de su lanzamiento inicial en Japón para máquinas arcade, Under Night In-Birth recibió numerosas actualizaciones de manera mensual, en las que se ajustaban varias características del sistema y atributos de los personajes, además de agregar luchadores nuevos ocasionalmente. La actualización de septiembre de 2013, introdujo varios cambios importantes, incluyendo la actualización del título del juego a Under Night In-Birth Exe:Late. La versión para consolas PlayStation 3 incluyó todos estos cambios.
El 8 de diciembre de 2015, Arc System Works confirmó que la edición Under Night In-Birth Exe:Late se publicaría en la tienda Steam, con fecha de salida para el 12 de julio de 2016.
En abril de 2017, en una publicación de Weekly Famitsu, se informó que la  edición Under Night In-Birth Exe:Late[st] sería lanzada en formato físico y digital para PlayStation 4, y en formato digital para PlayStation 3 y PlayStation Vita. Esta nueva versión del juego incluiría nuevos personajes jugables: Enkidu y Wagner, 10 horas adicionales de historia, Modo Entrenamiento, Modo Misión y ajustes en el equilibrio.
El 22 de noviembre de 2017, fue anunciada una edición coleccionista exclusiva para la consola PlayStation 4 llamada "End of Dawn". Esta edición contenía una copia del juego, un libro de arte de 128 páginas, la banda sonora original, un pack de 20 insignias y una caja coleccionista.
En julio de 2018, se anunció que Under Night In-Birth Exe:Late[st] sería lanzado en PC a través de la plataforma Steam, el 20 de agosto de 2018.

## Recepción
El juego Under Night In-Birth Exe:Late ha recibido críticas generalmente positivas.
Ramón Varela, del portal Vandal destaca que si bien el juego "resulta poco original en su plantilla y a ratos es irregular, lo que importa es la jugabilidad y ahí ofrece una mecánica muy inteligente". Agrega que promete muchas horas de diversión, aunque no logra alcanzar el nivel de otras franquicias de pelea.
Sergio Martín de 3D Juegos opina que es un beat´em up clásico vibrante, equilibrado y lo suficientemente profundo como para tener entretenidos a los amantes del género durante meses". En lo relativo a su aspecto gráfico y sonoro destaca que "los desarrolladores han recreado una obra de arte de esencia 2D". Elogia su sistema de control, ritmo de juego y sus aspectos técnicos, pero critica la cantidad luchadores.
Por su parte, Nacho Ortiz, perdiodista de MeriStation, opina que el juego "es una notable propuesta dentro de la lucha 2D y sabe diferenciarse de la gran cantidad de títulos de calidad que han aparecido en este género". Señala como puntos positivos el sistema de juego que premia al jugador ofensivo y los personajes accesibles y bien balanceados. Aunque destaca que algunos personajes son "exexcesivamente parecidos (en todos los sentidos) a protagonistas recientes en otros títulos del género".
Por su parte, el nuevo título Under Night In-Birth Exe:Late[st] también ha sido recibido con buenas críticas. Recibiendo elogios por su sistema de combate, la variedad de modos de juego, su extenso tutorial y por la música.
Aarón Rodríguez de MeriStation, comenta que, en líneas generales, se trata de una mejora más que evidente respecto al juego anterior. Valora que la jugabilidad sea accesible tanto para novatos como para veteranos del género de la lucha, como también la gran variedad de personajes con diferentes estilos de pelea. Además, destaca la inclusión de los modos "Tutorial" y "Mission", que permiten practicar y conocer mejor los aspectos jugables del título.
Ramón Varela de la página Vandal, comenta que se trata de un juego complejo que le encantará a los aficionados de la lucha 2D y que a nivel jugable dispone de multitud de estilos para aprender y practicar. También valora la cantidad de contenido disponible para un solo jugador tanto en modo offline como en línea. En su caso, detalla como puntos negativos que el apartado artístico es un poco genérico y las pocas novedades para usuarios de la anterior versión.
El periodista de IGN España, Juan García comenta que "los fanáticos de la lucha tienen una muy buena opción en esta producción de Arc System Works". Destaca su sistema de combate accesible, profundo y repleto de posibilidades. Además, dice que cuenta con una amplia variedad de modos de juego que prometen ampliar la vida útil del juego de una manera excelente. Como puntos negativos, opina que su apartado audiovisual no llega a sorprender, explicando que a pesar del diseño de personajes y las animaciones son de un buen nivel, pudieron haber sido mejores.